# Tellermine 29
Tellermine 29 er en tysk pansermine. Den er rund og af metal. Den blev taget i brug i 1929, og den tyske hær regnede oprindelig med at købe 6.000 om året, men i januar 1931 blev det besluttet at fremskynde indkøbet og der blev bestilt 61.418 stykker. Fra 1937, efter introduktionen af Tellermine 35, blev den anvendt til træning og de fleste blev opmagasineret.
Minen blev anvendt i begrænset omfang under 2. Verdenskrig, især i Frankrig efter D-Dag, hvor allierede styrker rapporterede, at de var stødt på den i Normandiet. 
Minen bruger tre Z.D.Z. 29 udløsere, som normalt aktiveres ved et tryk på 125 kg, men kan indstilles til at gå af ved et tryk på blot 45 kg eller endda fungere som en snubletråds udløser. Minen er udstyret med to sekundære udløserbrønde, som gør det muligt at tilslutte udstyr så minen udløses hvis nogen piller ved den. 
En træningsudgave af minen med betegnelsen T.Mi.29 (Ueb) blev også fremstillet. Den indeholdt en røggenererende hovedladning og huller der lod røgen undslippe. . 
En række jugoslaviske miner kopierede det grundlæggende mønster i en Tellermine 29, herunder typerne TMA 3 og TMA 4. 

## Specifikationer
- Højde: 18 cm
- Diameter: 25 cm
- Vægt: 6 kg
- Indhold af eksplosiver: 4,5 kg TNT
- Udløservægt: 45 til 125 kg
- Antal: ca. 61.000 fremstillet.